# 1917 en Italie
Chronologie de l'Italie
- 1913
- 1914
- 1915
- 1916
- 1917
- 1918
- 1919
- 1920
- 1921

Cette page concerne l'année 1917 du calendrier grégorien.

## Événements
- 5-7 janvier : conférence inter-Alliés à Rome au palais de la Consulta pour discuter de la situation de la Grèce[1].

- 25 février : ouverture à Rome du Congrès du Parti socialiste italien. la motion proposé par Costantino Lazzari parvient à éviter la fracture entre réformistes et partisans de la ligne dure[2].

- 17 avril : accords d’Akroma (Acroma ou Akramah)[3]. L’Italie accorde l’autonomie à la Cyrénaïque sous l’autorité de l’émir Idris.
- 26 avril : le traité de Saint-Jean-de-Maurienne (France, Royaume-Uni, Italie) sur le démembrement de l’Empire ottoman promet aux Italiens les provinces d’Antalya, Aydın, Konya et Izmir en Turquie. Il est ratifié entre le 18 août et le 26 septembre[4].

- 12-8 juin : dixième bataille de l’Isonzo[5]. Les forces italiennes du général Luigi Cadorna battent en retraite sur le front du Carso.
- 15 mai : attaque austro-hongroise sur le barrage d’Otrante[6].

- 3 juin : déclaration d'Argirocastro ; le général Ferrero proclame l'indépendance de l'Albanie sous protectorat italien[7].
- 10-25 juin : bataille du Mont Ortigara[8].

- 15-16 juillet : mutinerie de la brigade de Catanzaro[9].
- 29 juillet : création des bataillons d'assaut[9].
- 1er août : appel du pape Benoît XV à une « paix blanche »[10].
- 18 - 22 août : le traité de Saint-Jean-de-Maurienne (France, Royaume-Uni, Italie) sur le démembrement de l’Empire ottoman promet aux Italiens les provinces d’Antalya, Aydın, Konya et Izmir en Turquie[4].
- 19 août-12 septembre : succès de l’offensive italienne des troupes du général Capello et du duc d’Aoste sur le plateau de Bainsizza[5]. Les combats font 200 000 morts en deux mois durant l’été. Les mutineries et les désertions se multiplient tandis que l’arrière pays se révolte.
- 21-22 août : de graves agitations ouvrières ont lieu à Turin contre la vie chère et la guerre. La police et l’armée interviennent[11].

- 4 octobre : « décret Sacchi » ; sanctions pénales contre quiconque commet ou incite à commettre des actes de défaitisme[12].

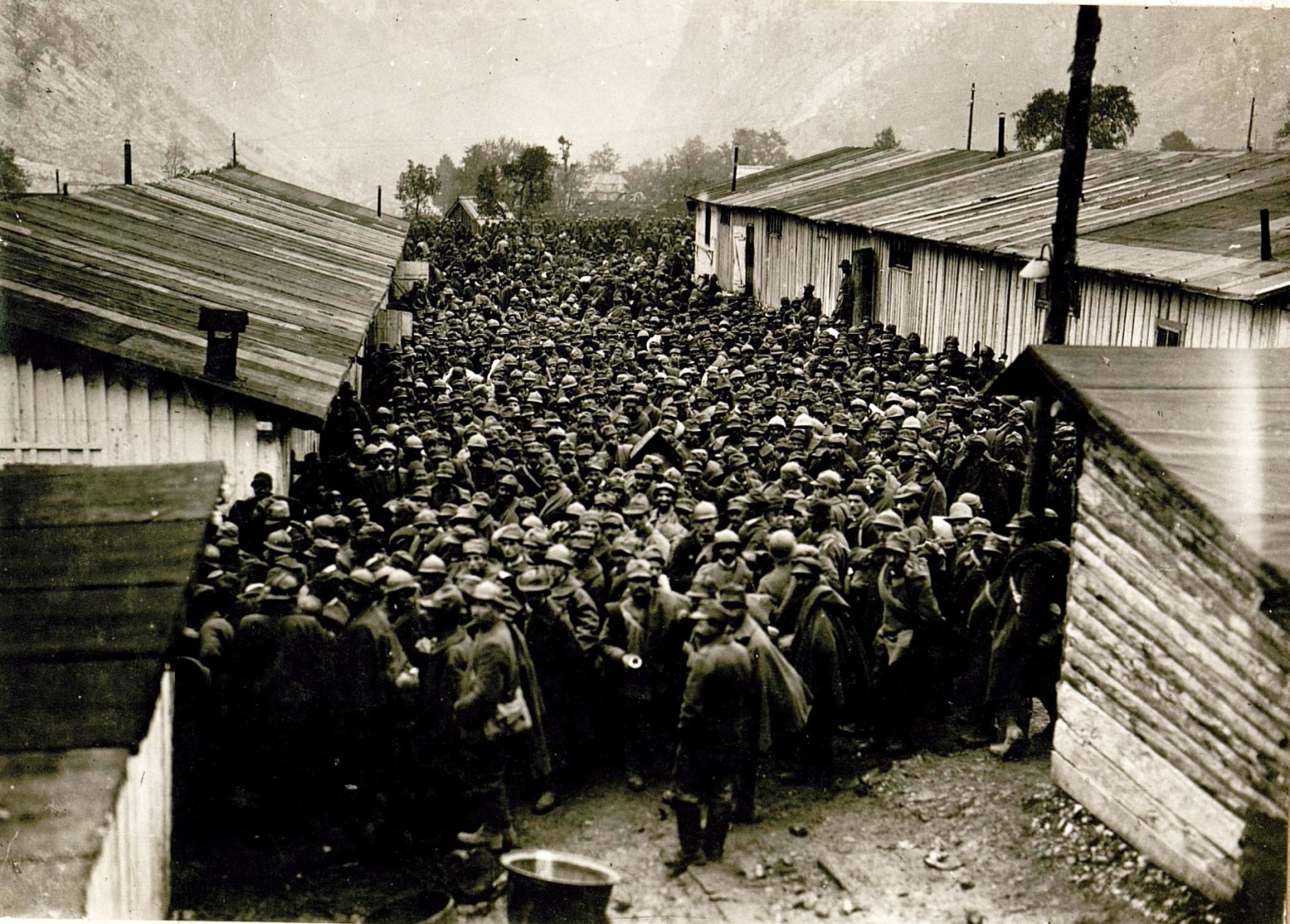
Prisonniers de guerre italiens après la bataille de Caporetto.

- 24 octobre - 9 novembre : offensive autrichienne surprise victorieuse en Italie. L’armée impériale franchit le Tagliamento, atteint la Piave et fait 300 000 prisonniers. Lors de la bataille de Caporetto dans la vallée de l’Isonzo, les Italiens sont sévèrement battus par les Autrichiens[10]. Le front est enfoncé sur 50 km et les pertes sont considérables. Luigi Cadorna est remplacé le 9 novembre au haut commandement par le général Diaz[9]. L’armée tient le Piave, aidée par des divisions franco-britanniques.

- 25 octobre : chute du gouvernement Paolo Boselli[13], Vittorio Emanuele Orlando, président du Conseil, forme le gouvernement le 29 octobre[9].
- 8 novembre : lors d’une réunion interalliée à Peschiera, Victor-Emmanuel III d'Italie s’oppose au retrait des forces italiennes sur une ligne nouvelle[14]. Un grand effort s’engage pour réorganiser l’armée et mobiliser la nation[15].

## Culture
- 27 mars :  L’Hirondelle, opéra de Puccini, créé à Monte-Carlo.
- 30 avril : Lodoletta, opéra de Pietro Mascagni sur un livret de Giovacchino Forzano est créé au Teatro Costanzi à Rome.

## Naissances en 1917
- 11 février : Giuseppe De Santis, réalisateur. († 16 mai 1997)
- 22 septembre : Anna Campori, actrice. († 19 janvier 2018)

## Décès en 1917
- 20 mars : Emilio De Marchi, 56 ans, chanteur lyrique (ténor). (° 6 janvier 1861)
- 27 mai : Giuseppe Sommaruga, 49 ans, architecte de la fin du XIXe siècle et du début du XXe siècle, qui se rattache au mouvement de l'Art nouveau. (° 11 juillet 1867)
- 17 juillet : Arturo Reggio, 55 ans, joueur d'échecs, champion d'Italie d'échecs à cinq reprises entre 1900 et 1916. (° 9 janvier 1862)